# Найбільший спільний дільник
Найбі́льший спі́льний дільни́к (НСД) двох або більше невід'ємних чисел — найбільше натуральне число, на яке ці числа діляться без остачі.

## Огляд

### Позначення
Найбільший спільний дільник двох чисел a і b позначається як НСД(a, b), деколи (a, b). В англомовній літературі прийнято вживати позначення gcd(a, b).

### Приклад
Число 54 може бути виражене як добуток двох інших цілих чисел кількома способами:
{\displaystyle 54\times 1=27\times 2=18\times 3=9\times 6.\,}
Отже дільниками числа 54 є:
{\displaystyle 1,2,3,6,9,18,27,54.\,}
Аналогічно дільниками числа 24 є:
{\displaystyle 24\times 1=12\times 2=8\times 3=6\times 4.\,}
{\displaystyle 1,2,3,4,6,8,12,24.\,}
Числа, які знаходяться в обох цих списках, є спільними дільниками чисел 54 та 24:
{\displaystyle 1,2,3,6.\,}
Найбільшим серед них є число 6. Воно є найбільшим спільним дільником чисел 54 та 24. Можна записати:
{\displaystyle (54,24)=6.\,}

### Скорочення дробів
Найбільший спільний дільник використовується для скорочення дробів. Наприклад, НСД(42, 56) = 14, тому,
{\displaystyle {42 \over 56}={3\cdot 14 \over 4\cdot 14}={3 \over 4}.}

## Властивості
- НСД є комутативною функцією: НСД(a, b)= НСД(b, a).
- {\displaystyle 1\leq } НСД(a, b) {\displaystyle \leq \min(|a|,|b|)}
- НСД(a, b, c, d) = НСД(НСД(a, b), НСД(c, d))
- НСД(a, b) =|ab|/НСК(a, b), де НСК(a, b) найменше спільне кратне чисел a, b.

## Обчислення НСД методом розкладу на прості множники
Нехай розклад чисел на прості множники має вигляд:
{\displaystyle a=2^{q_{2}}\cdot 3^{q_{3}}\cdot \dots \cdot p_{k}^{q_{p_{k}}}}
{\displaystyle b=2^{r_{2}}\cdot 3^{r_{3}}\cdot \dots \cdot p_{k}^{r_{p_{k}}}}
Тоді
НСД{\displaystyle (a,b)=2^{\min(q_{2};r_{2})}\cdot 3^{\min(q_{3};r_{3})}\cdot \dots \cdot p_{k}^{\min(q_{p_{k}};q_{p_{k}})}}

### Приклад
Визначимо НСД{\displaystyle (840,396)}.
Розклад на прості множники:
{\displaystyle 840=2^{3}\cdot 3\cdot 5\cdot 7}
{\displaystyle 396=2^{2}\cdot 3^{2}\cdot 11},
або, подаючи для наочності нульові степені,
{\displaystyle 840=2^{3}\cdot 3^{1}\cdot 5^{1}\cdot 7^{1}\cdot 11^{0}}
{\displaystyle 396=2^{2}\cdot 3^{2}\cdot 5^{0}\cdot 7^{0}\cdot 11^{1}},
Отже,
НСД{\displaystyle (840,396)=2^{2}\cdot 3^{1}\cdot 5^{0}\cdot 7^{0}\cdot 11^{0}=12}
Ефективним алгоритмом обчислення НСД є алгоритм Евкліда

## НСД в кільці многочленів
В кільці многочленів {\displaystyle K[X]} над довільним полем {\displaystyle K} найбільшим спільним дільником многочленів {\displaystyle f(x)} і {\displaystyle g(x)}, принаймні один з яких є відмінний від нуля, називаємо нормований многочлен найвищого степеня, який ділить обидва многочлени {\displaystyle f(x)} і {\displaystyle g(x)}
Обчислити НСД можна розкладаючи многочлен на нескоротні множники. Можна застосувати також алгоритм Евкліда.

### Приклад
Обчислимо НСД двох многочленів над полем дійсних чисел:
{\displaystyle f(x)=2x^{3}+6x^{2}+14x+10}
{\displaystyle g(x)=3x^{2}-3x-6}
Розкладаючи многочлени на нескоротні множники
{\displaystyle f(x)=2(x+1)(x^{2}+2x+5)}
{\displaystyle g(x)=3(x+1)(x-2)},
отримуємо
НСД {\displaystyle (f(x),g(x))=x+1}.

## Прикладипрограмноїреалізації знаходження НСД
Рекурсивна реалізація:
```
int
 
gcd
(
int
 
a
,
 
int
 
b
)

{

   
if
 
(
b
 
==
 
0
)
 
return
 
a
;

   
return
 
gcd
(
b
,
 
a
 
%
 
b
);

}

```

Реалізація без використання рекурсії:
```
int
 
gcd
(
int
 
a
,
 
int
 
b
)

{

    
if
 
(
a
 
==
 
0
)
 
return
 
b
;

    
while
 
(
b
 
!=
 
0
)

    
{

        
if
(
 
a
 
>
 
b
 
){

            
int
 
r
 
=
 
a
 
%
 
b
;

        
}
 
else
 
{

            
int
 
r
 
=
 
b
 
%
 
a
;

        
}

        
a
 
=
 
b
;

        
b
 
=
 
r
;

    
}

    
return
 
a
;

}

```